# Utrecht (Zuid-Afrika)
Utrecht is een kleine dorp met ongeveer 5.300 inwoners aan de voet van de Balele Mountains in KwaZoeloe-Natal, Zuid-Afrika. Het dorp is vernoemd naar de Nederlandse stad Utrecht.
Het werken in steenkoolmijnen en het houden van vee op grote ranches zijn de belangrijkste economische activiteiten in de regio van Utrecht.

## Geschiedenis
In 1847 werd de Kliprivier Republiek door het Britse Rijk geannexeerd. De meeste blanke inwoners (Voortrekkers) besloten daarop te verhuizen naar de (latere) Vrijstaat en Transvaal, maar drie van hen – Andreas Theodorus Spies, Johannes Christiaan Klopper en Cornelis J. van Rooyen – kochten in 1852 voor 300 stuks vee land ten oosten van de Buffelsrivier van de Zoeloekoning Mpande. In de beginfase werd het gebied en de kolonisten aangeduid als de "Buffelsrivier maatschappij".
De voornoemde transactie kwam tot stand dankzij Van Rooyen, die de Zoeloe taal vloeiend sprak en een vriend was van koning Mpande. Voorafgaand aan de aankoop had Van Rooyen al toestemming gekregen om een deel van het land te gebruiken voor het begrazen van zijn dieren. Het overgrote deel van noorden van Natal was destijds onbewoond, sinds koning Shaka Zoeloe de oorspronkelijke Hlubi stam had verdreven. 
De Buffelsrivier maatschappij zocht toenadering tot de Zuid-Afrikaansche Republiek (ZAR), maar in een proclamatie op 27 december 1852 maakte Andries Pretorius bekend dat de ZAR de grondaankoop en onafhankelijkheid niet erkende. Dit mede op grond van de angst om de Britten tegen het zere been te stoten. Deze proclamatie werd herhaald in december 1853, in een brief geschreven aan Phillip Koch en andere inwoners in het gebied van de Buffelsrivier.
Op 8 september 1854 betaalden de kolonisten opnieuw 100 stuks vee voor de aankoop van het land. De reden daarvoor was dat de aankoop in 1852 mondeling was aangegaan en door sommige Boeren niet werd erkend. Door sommigen werd de aankoop zelfs bestempeld als landroof.
In de tussentijd richtten de kolonisten een systeem van zelfbestuur in. Eind 1854 waren al veel mensen in het gebied gevestigd zodat er een kerkelijke gemeente werd gevestigd. In 1855 werd besloten tot aanleg van een dorp dat de hoofdplaats zou worden van de republiek. Dit dorp kreeg in 1856 de naam Utrecht. Het gebied stond sindsdien bekend als de Republiek Utrecht.
De Republiek Utrecht heeft bestaan tot en met 8 mei 1858, toen zij zich aansloot bij de Republiek Lydenburg. Deze republiek sloot zich in 1860 op haar beurt aan bij ZAR. Utrecht bleef deel uitmaken van de ZAR tot het einde van de Tweede Boerenoorlog (31 mei 1902), toen de ZAR zich moest overgeven aan de Engelsen. Nadien werd een gebied waar het dorp Utrecht onder viel als oorlogsbuit toegevoegd aan de Kolonie van Natal.

## Subplaatsen
Het nationaal instituut voor de statistiek, Stats SA, deelt sinds de census 2011 deze hoofdplaats in in 5 zogenaamde subplaatsen (sub place), waarvan de grootste zijn:
Bensdorp • Utrecht SP1.

## Bevolking
Utrecht is de zetel van de gemeente eMadlageni en het Amajuba gemeentelijk district. Het gemeentelijk district Amajuba is het vijfde meest bevolkte district in KwaZulu-Natal, inclusief Dannhauser (1,516 km²), Newcastle (1,855 km²) en Utrecht (3,539 km²). De gemiddelde bevolkingsdichtheid in Amajuba was 72 mensen per km² in 2011. Het district had 499.839 inwoners in dat jaar, waarvan 22% woonachtig zijn in Dannhauser, 72% in Newcastle en 7% in Utrecht.

## Externe link

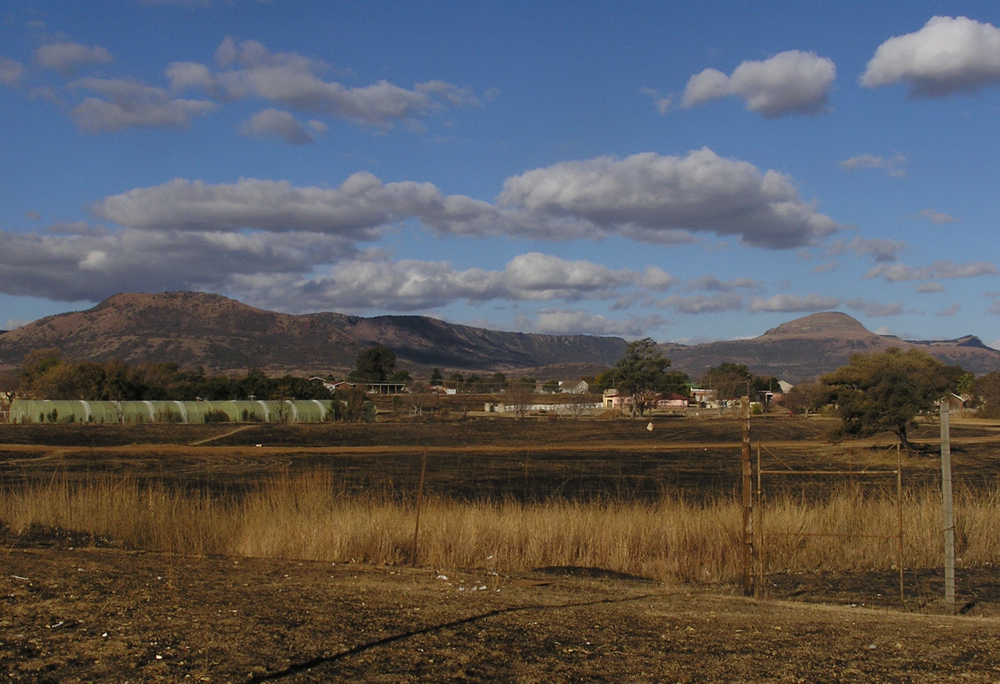
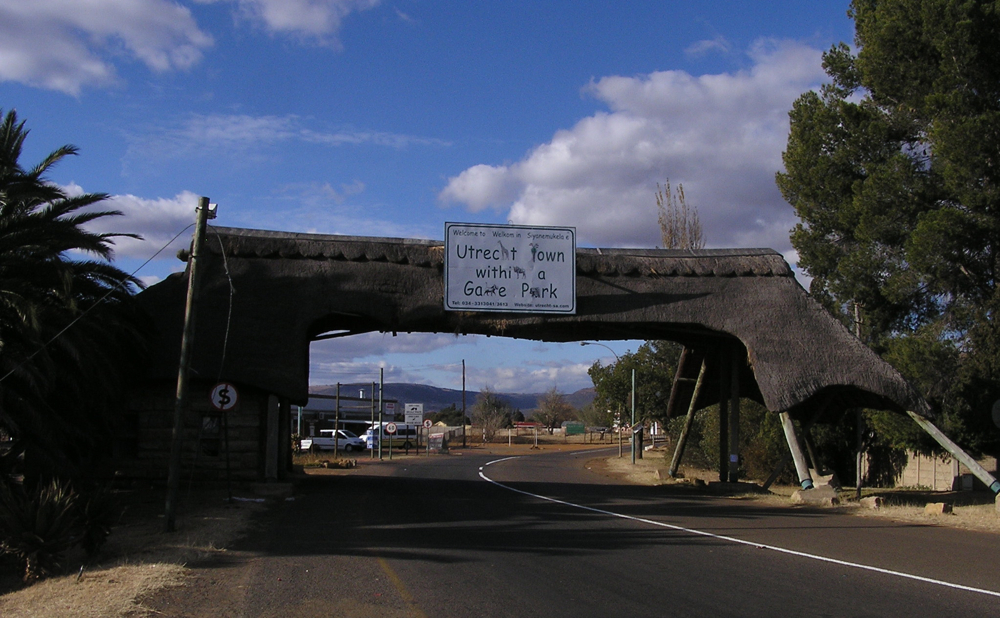